# Boyūk Bolāgh
Boyūk Bolāgh (persiska: بیوک بلاغ) är en ort i Iran.   Den ligger i provinsen Västazarbaijan, i den nordvästra delen av landet, 400 km väster om huvudstaden Teheran. Boyūk Bolāgh ligger 2 026 meter över havet och antalet invånare är 193.
Terrängen runt Boyūk Bolāgh är kuperad, och sluttar söderut.Runt Boyūk Bolāgh är det ganska glesbefolkat, med 47 invånare per kvadratkilometer. Närmaste större samhälle är Nāder Golī, 19,0 km väster om Boyūk Bolāgh. Trakten runt Boyūk Bolāgh består i huvudsak av gräsmarker.